# Ervália
Ervália é um município brasileiro no interior do estado de Minas Gerais. Pertence à microrregião de Viçosa e à mesorregião da Zona da Mata, localiza-se a cerca de 265 km da capital do estado. A área de seu território é de 357,489 km². Deste total, 3,58 km² correspondem à área urbanizada. Sua população em 2022, segundo o IBGE era de 20 255 habitantes, sendo assim o 183º mais populoso do estado. A densidade demográfica naquele ano era de 56,66 habitantes por quilômetro quadrado.

## Clima
Temperatura:
- média anual: 19,4 Cº
- média máxima anual: 26,4 Cº
- média mínima anual: 14,8 Cº

Índice médio pluviométrico anual:  1221 mm

## Geografia
Ervália está situada na Mesorregião da Zona da Mata Mineira, tendo como coordenadas o paralelo de 20° 50' 24", latitude S e o meridiano 42° 39' 25", longitude O. Limita-se com os municípios de Araponga, Canaã, São Miguel do Anta, Coimbra, São Geraldo, Guiricema, São Sebastião da Vargem Alegre, Muriaé, Miradouro e Rosário da Limeira . O centro da cidade encontra-se a uma altitude de 730 metros e o município tem seu relevo predominantemente acidentado. O município é servido pelas rodovias BR-356 e BR-120.

## Hidrografia
A maior parte do território municipal pertence à bacia hidrográfica do Rio Doce e tem como principais cursos d'água o Rio Casca e seu afluente Ribeirão Turvão. A região sul do município, porém, pertence à bacia do Rio Paraíba do Sul.

## Economia
Destaca-se na produção de café na área agrícola, confecção de roupas na área industrial, possui no setor de serviços pouca diversificação.
O comércio é formado basicamente para atender o segmento de classes predominantemente baixas, com ausência de grandes redes de supermercados, concessionárias de carros e agências bancárias do segmento privado.

## Turismo
Está numa região montanhosa com destaque para o Parque Ecológico do Brigadeiro, uma das últimas reservas da Mata Atlântica em Minas Gerais.[carece de fontes?]

## Demografia
A população do município em 2010 foi recenseada pelo IBGE em 17.946 habitantes, sendo o 201º município mais populoso do estado, apresentando uma densidade populacional de 50,20  habitantes por km². Desta população 9.470 pessoas (53% da população) viviam na zona urbana e 8.476 pessoas (47% da população) viviam na zona rural em 2010 e 8.990 habitantes eram homens e 8.956 habitantes eram mulheres. Ervália em agosto de 2013 possuía 15.629 eleitores segundo o Tribunal Superior Eleitoral.
O Índice de Desenvolvimento Humano Municipal (IDH-M) de Ervália em 2010 é considerado médio pelo (PNUD), seu valor é de 0,625, sendo o 3587° de todo Brasil (entre 5.565 municípios). Considerando apenas a educação o valor do índice é de 0,460, o índice da longevidade é de 0,828 e o de renda é de 0,640.  O coeficiente de Gini , que mede a desigualdade social em 2003, era de 0,43, sendo que 1,00 é o pior número e 0,00 é o melhor. A incidência da pobreza, medida pelo IBGE em 2003, era de 32,52% e a incidência da pobreza subjetiva era de 35,28%. A renda per capita em 2010 era de R$ 8.467,62 em 2010.

### Religião
De acordo com dados do censo de 2010 realizado pelo  Instituto Brasileiro de Geografia e Estatística (IBGE), a população municipal é dividida da seguinte forma :
- Católica Apostólica Romana: 92,22 %
- Evangélicos: 5,28 %
- Sem Religião: 1,11 %
- Espírita:0, 41 %
- Católica Ortodoxa: 0,35 %
- Testemunhas de Jeová: 0,24 %
- Ateu: 0,09 %
- Tradições Indígenas: 0,07 %